# マッド・アズ・ラビッツ
「マッド・アズ・ラビッツ」（Mad as Rabbits）は、アメリカ合衆国のポップ・ロック・バンドであるパニック・アット・ザ・ディスコの楽曲。2008年3月25日に発売された2作目のスタジオ・アルバム『プリティ。オッド。』に最後の曲として収録され、同作からの第2弾シングルとしても発売された。『ローリング・ストーン』誌は、本作の『不思議の国のアリス』からの影響について言及している。
ミュージック・ビデオが制作されており、『プリティ。オッド。』のデラックス・エディションにボーナス・トラックとして収録された。

## 背景・曲の構成

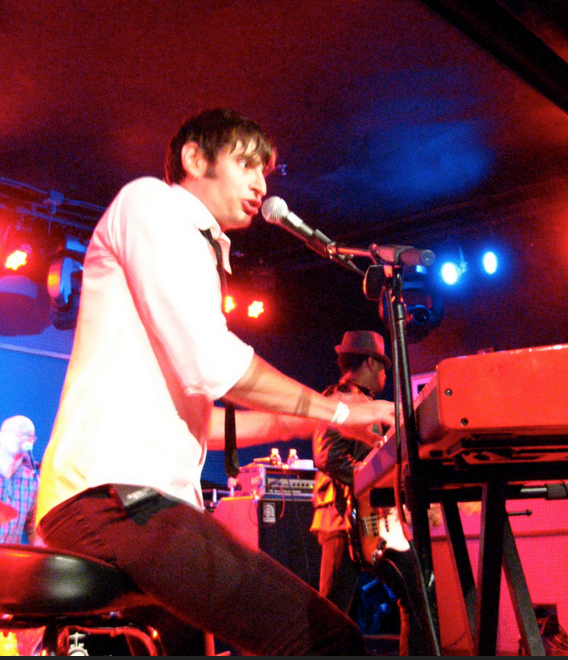
レコーディングに参加したエリック・ロニック（2009年撮影）

作詞を手がけたギタリストのライアン・ロスは、VH1で「僕らはこの曲を一晩で作ったんだ、アコースティック・ギターを使っただいぶテンポの遅い曲をね。僕はいくらか歌詞を書いて、（プロデューサーの）ロブ（・メイセス）に見せたんだけど、彼が胸を踊らせることはなかった。それがこの曲をもっと良い曲にしようとしたきっかけだと思う」と回想している。その後、テンポを上げて演奏することとなった。リード・ボーカルのブレンドン・ユーリーも、本作が「スロー・ジャム」として着手され、メンバー全員で作り上げた楽曲とし「作業はとても楽しくて僕らは互いに楽器を持ち替えたりして、僕はベースを演奏した」と回想している。
ユーリーによれば、ピーター・ガブリエルの「イン・ユア・アイズ」のような曲を作りたかったとのことで、「パニック!のアルバムでこれまでそういう曲は書いてなくて、何か新しくて興奮するようなことをしていたからとても素晴らしいと思ったんだ」と語っている。
パニック!アット・ザ・ディスコが発表した楽曲の中で、リード・ボーカルをユーリーとロスの2人で務めた数少ない楽曲の1つとなっている。バックグラウンド・ボーカルはメンバー全員で担当した。本作のセッションには、当時のツアーメンバーであるキーボード奏者のエリック・ロニックも参加した。

## 評価
『ビルボード』誌が発表した「（評論家が選んだ）史上最高のパニック!アット・ザ・ディスコの楽曲10選」では第10位にランクインした。同誌のクリス・ペインは「『不思議の国のアリス』の帽子屋のように気が狂いそうな『身分が低い煙突掃除のかわいそうな息子』について描かれた漫画っぽい訓話」と紹介している。ユーリーもパニック!アット・ザ・ディスコの「最高の曲」の1つとして本作を挙げている。『The Ringer』のベン・リンドバーグは、アルバム『プリティ。オッド。』における「素晴らしい」楽曲として「シー・ハッド・ザ・ワールド」とともに本作を挙げた。

## クレジット
※出典
録音場所
- レコーディング – スタジオ・アット・ザ・パームス（ラスベガス）、アビー・ロード・スタジオ（ロンドン）
- ミキシング – アビー・ロード・スタジオ（ロンドン）

制作
- 作詞作曲 – ライアン・ロス、ジョン・ウォーカー、ブレンドン・ユーリー
- プロデュース – ロブ・メイセス
- エンジニア – クラウディウス・ミッテンドーファー
- アシスタント・エンジニア – マーク・エヴァートン・グレイ
- ミキシング – ピーター・コビン
  - アシスタント – リチャード・ランキャスター
  - セカンド・アシスタント – ピーター・ハッチングズ

- マスタリング – スコット・ハル

## 発売日一覧
| 国/地域        | 発売日        | 規格                   | レーベル                                  |
| -------------- | ------------- | ---------------------- | ----------------------------------------- |
| アメリカ合衆国 | 2008年3月25日 | デジタル・ダウンロード | フュエルド・バイ・ラーメン ディケイダンス |
| イギリス       | 2008年9月13日 | デジタル・ダウンロード | アトランティック                          |